# Parakansalam
Parakansalam is een bestuurslaag in het regentschap Purwakarta van de provincie West-Java, Indonesië. Parakansalam telt 1520 inwoners (volkstelling 2010).